# قوة هيستيرية
تشير القوة الهستيرية إلى إظهار قوة جسدية شديدة من قبل البشر، تتجاوز ما يُعتقد أنه في حدود قدراتهم، وعادةً ما تحدث عندما يكون الناس في مواقف حياة أو موت، أو يرون أنفسهم أو الآخرين في مواقف حياة أو موت.كما ورد أنها موجودة أثناء حالات تغير الوعي، مثل الغشية والاستحواذ المزعوم. ويستند وصفها في الغالب على أدلة متناقلة.
يشير الاسم إلى الهستيريا، وهي فئة تصنيفية تضمنت نوبات القوة الخارقة كأحد الأعراض المحتملة، ولكن في أوروبا كان هذا أيضًا يُعزى إلى حالات سابقة من الاستحواذ الشيطاني المزعوم. نسب شاركو إلى مرحلة النوبات الهستيرية المسماة "المهرجة" وجود قوة وخفة حركة لا تتوافق مع عمر وجنس الشخص، والتي كانت تُنسب سابقًا في طقوس طرد الأرواح الشريرة الكاثوليكية إلى القوة الشيطانية. وهكذا، بدأ في ذلك الوقت تناول سبب هذه الظاهرة من خلال التحقيق في الجنون. خلال تلك الفترة من القرن التاسع عشر، كان من الممكن أيضًا العثور على مصطلح القوة الهستيرية في تقاطع مثل هذه المجالات، العلمية والدينية، على سبيل المثال في بيان لطبيب لجمعية الأبحاث النفسية. كما تم وصفه في تقارير عن الغشية أو الاستحواذ في العديد من الثقافات الأخرى، كما هو الحال في العهد الجديد (مرقس 5: 4) أو في الصوفية أو الممارسات الشامانية.
يُزعم أن القوة غير المتوقعة تحدث أثناء الهذيان المتحمس.